# 1984 100 legnagyobb slágere
Ez a lista a Billboard  magazin  első Hot 100   zenéjét tartalmazza 1984-ből.
| Helyezés | Dal                                       | Előadó                                |
| -------- | ----------------------------------------- | ------------------------------------- |
| 1        | When Doves Cry                            | Prince                                |
| 2        | What’s Love Got to Do with It             | Tina Turner                           |
| 3        | Say Say Say                               | Paul McCartney és Michael Jackson     |
| 4        | Footloose                                 | Kenny Loggins                         |
| 5        | Against All Odds (Take a Look at Me Now)  | Phil Collins                          |
| 6        | Jump                                      | Van Halen                             |
| 7        | Hello                                     | Lionel Richie                         |
| 8        | Owner of a Lonely Heart                   | Yes                                   |
| 9        | Ghostbusters                              | Ray Parker jr.                        |
| 10       | Karma Chameleon                           | Culture Club                          |
| 11       | Missing You                               | John Waite                            |
| 12       | All Night Long (All Night)                | Lionel Richie                         |
| 13       | Let’s Hear It for the Boy                 | Deniece Williams                      |
| 14       | Dancing in the Dark                       | Bruce Springsteen                     |
| 15       | Girls Just Want to Have Fun               | Cyndi Lauper                          |
| 16       | The Reflex                                | Duran Duran                           |
| 17       | Time After Time                           | Cyndi Lauper                          |
| 18       | Jump (For My Love)                        | Pointer Sisters                       |
| 19       | Talking in Your Sleep                     | The Romantics                         |
| 20       | Self Control                              | Laura Branigan                        |
| 21       | Let’s Go Crazy                            | Prince                                |
| 22       | Say It Isn’t So                           | Hall & Oates                          |
| 23       | Hold Me Now                               | Thompson Twins                        |
| 24       | Joanna                                    | Kool & The Gang                       |
| 25       | I Just Called to Say I Love You           | Stevie Wonder                         |
| 26       | Somebody’s Watching Me                    | Rockwell                              |
| 27       | Break My Stride                           | Matthew Wilder                        |
| 28       | 99 Luftballons                            | Nena                                  |
| 29       | I Can Dream About You                     | Dan Hartman                           |
| 30       | The Glamorous Life                        | Sheila E.                             |
| 31       | Oh Sherrie                                | Steve Perry                           |
| 32       | Stuck on You                              | Lionel Richie                         |
| 33       | I Guess That’s Why They Call It the Blues | Elton John                            |
| 34       | She Bop                                   | Cyndi Lauper                          |
| 35       | Borderline                                | Madonna                               |
| 36       | Sunglasses at Night                       | Corey Hart                            |
| 37       | Eyes Without a Face                       | Billy Idol                            |
| 38       | Here Comes the Rain Again                 | Eurythmics                            |
| 39       | Uptown Girl                               | Billy Joel                            |
| 40       | Sister Christian                          | Night Ranger                          |
| 41       | Drive                                     | The Cars                              |
| 42       | Twist of Fate                             | Olivia Newton-John                    |
| 43       | Union of the Snake                        | Duran Duran                           |
| 44       | The Heart of Rock 'N' Roll                | Huey Lewis and the News               |
| 45       | Hard Habit to Break                       | Chicago                               |
| 46       | The Warrior                               | Scandal                               |
| 47       | If Ever You’re in My Arms Again           | Peabo Bryson                          |
| 48       | Automatic                                 | Pointer Sisters                       |
| 49       | Let the Music Play                        | Shannon                               |
| 50       | To All the Girls I’ve Loved Before        | Julio Iglesias és Willie Nelson       |
| 51       | Caribbean Queen                           | Billy Ocean                           |
| 52       | That's All                                | Genesis                               |
| 53       | Running with the Night                    | Lionel Richie                         |
| 54       | Sad Songs (Say So Much)                   | Elton John                            |
| 55       | I Want a New Drug                         | Huey Lewis and the News               |
| 56       | Islands in the Stream                     | Kenny Rogers és Dolly Parton          |
| 57       | Love Is a Battlefield                     | Pat Benatar                           |
| 58       | Infatuation                               | Rod Stewart                           |
| 59       | Almost Paradise                           | Mike Reno és Ann Wilson               |
| 60       | Legs                                      | ZZ Top                                |
| 61       | State of Shock                            | The Jacksons                          |
| 62       | Love Somebody                             | Rick Springfield                      |
| 63       | Miss Me Blind                             | Culture Club                          |
| 64       | If This Is It                             | Huey Lewis and the News               |
| 65       | You Might Think                           | The Cars                              |
| 66       | Lucky Star                                | Madonna                               |
| 67       | Cover Me                                  | Bruce Springsteen                     |
| 68       | Cum on Feel the Noize                     | Quiet Riot                            |
| 69       | Breakdance                                | Irene Cara                            |
| 70       | Adult Education                           | Hall & Oates                          |
| 71       | They Don't Know                           | Tracey Ullman                         |
| 72       | An Innocent Man                           | Billy Joel                            |
| 73       | Cruel Summer                              | Bananarama                            |
| 74       | Dance Hall Days                           | Wang Chung                            |
| 75       | Give It Up                                | KC & the Sunshine Band                |
| 76       | I'm So Excited                            | The Pointer Sisters                   |
| 77       | I Still Can't Get Over Loving You         | Ray Parker Jr.                        |
| 78       | Thriller                                  | Michael Jackson                       |
| 79       | Holiday                                   | Madonna                               |
| 80       | Breakin'... There's No Stopping Us        | Ollie & Jerry                         |
| 81       | Nobody Told Me                            | John Lennon                           |
| 82       | Church of the Poison Mind                 | Culture Club                          |
| 83       | Think of Laura                            | Christopher Cross                     |
| 84       | Time Will Reveal                          | DeBarge                               |
| 85       | Wrapped Around Your Finger                | The Police                            |
| 86       | Pink Houses                               | John Cougar Mellencamp                |
| 87       | Round and Round                           | Ratt                                  |
| 88       | Head over Heels                           | The Go-Go’s                           |
| 89       | The Longest Time                          | Billy Joel                            |
| 90       | Tonight                                   | Kool & the Gang                       |
| 91       | Got a Hold on Me                          | Christine McVie                       |
| 92       | Dancing in the Sheets                     | Shalamar                              |
| 93       | Undercover of the Night                   | The Rolling Stones                    |
| 94       | On the Dark Side                          | John Cafferty & The Beaver Brown Band |
| 95       | New Moon on Monday                        | Duran Duran                           |
| 96       | Major Tom (Coming Home)                   | Peter Schilling                       |
| 97       | Magic                                     | The Cars                              |
| 98       | When You Close Your Eyes                  | Night Ranger                          |
| 99       | Rock Me Tonite                            | Billy Squier                          |
| 100      | Yah Mo B There                            | James Ingram és Michael McDonald      |

## Lásd még
- 1984 a zenében
- A Billboard Hot 100 listájának első helyezett kislemezei 1984-ben